# Beaver (Oklahoma)
Pour les articles homonymes, voir Beaver City et Beaver.
Beaver (anciennement, Beaver City) est une ville de l'Oklahoma, située dans le comté de Beaver dont elle est le siège, aux États-Unis. Elle est située dans le Panhandle de l’Oklahoma.
C'est ici que se tient chaque année en avril le championnat du monde de lancer de bouse de vache, le World Cow Chip Throwing Championship, qui consiste en un défilé, un carnaval et un concours de lancer.

## Source
- (en) Cet article est partiellement ou en totalité issu de l’article de Wikipédia en anglais intitulé « Beaver, Oklahoma » (voir la liste des auteurs).

1. ↑  (en-US) « Beaver | The Encyclopedia of Oklahoma History and Culture », sur Oklahoma Historical Society | OHS (consulté le 17 août 2024)